# كينت كينغسلي
كينت كينغسلي (بالإنجليزية: Kent Kingsley)‏ هو لاعب كرة قدم أسترالية أسترالي، ولد في 26 سبتمبر 1978.

## وصلات خارجية
- كينت كينغسلي على موقع AustralianFootball.com (الإنجليزية)
- كينت كينغسلي على موقع AFLtables.com (الإنجليزية)